# Нестеров, Фёдор Панфилович
Фёдор Панфилович Нестеров (1877—1966) — русский и советский художник-живописец, член Союза художников РСФСР.

## Биография
Родился 17 (29) сентября 1877 года в деревне Мащено (сейчас Денисово)[уточнить] Тульской губернии, в очень бедной крестьянской семье. Своего отца Фёдор не знал, а мать умерла, когда ему было шесть лет. Мальчик остался на попечении тётки Аксиньи. В возрасте одиннадцати лет та отдала Фёдора в обучение в «Живописную и иконописную мастерскую П. П. Пашкова», где он стал мастером церковных росписей.
В 1898 году поступил в Пензенское художественное училище. Окончил его в 1902 году с отличными отметками по рисованию, живописи и композиции, давшими право на поступление без экзаменов в любое высшее художественное училище.
В 1903 году поступил на факультет живописи Высшего художественного училища при Академии художеств. Вначале занимался под руководством И. Е. Репина, затем в мастерской П. П. Чистякова. Из-за ранней женитьбы и необходимости содержать детей, обучение Нестерова в Академии художеств затянулось до 1913 года. Его дипломная работа «Встреча святого Варлаама Хутынского с Новгородским митрополитом Антонием» на конкурсе работ выпускников заняла второе место, а Нестеров получил звание художника живописи. Впоследствии участвовал в весенних выставках Академии художеств с портретами, пейзажами и жанровыми сценами окраин Петербурга.
Во время Первой мировой войны был в армии с конца 1916 года. Демобилизовался после Октябрьской революции и переехал в Москву. Писал портреты революционных деятелей, занимался оформлением плакатов, лозунгов на знамёнах и стенах зданий.
В конце 1918 года направлен Комиссариатом народного просвещения в город Суджа Курской губернии, куда добрался весной следующего года, остановившись сначала в селе Русское Поречье. Затем переехал в саму Суджу, где работал до 1923 года, после чего вернулся в Москву. С осени 1923 года в течение 15 лет работал преподавателем рисования в 26-й единой трудовой школе Бауманского района, не прекращая собственных художественных работ.
Член московской организации Союза художников РСФСР с момента её основания в 1932 году.
В годы Великой Отечественной войны работал в Москве. Его акварельный рисунок «На огневой позиции» опубликован на открытке издательства «Искусство» в 1942 году.
Продолжал трудиться до последних месяцев жизни.
Умер в Москве 6 февраля 1966 года.

## Творческое наследие
- «Встреча святого Варлаама Хутынского с Новгородским митрополитом Антонием» (1913)[3].
- Серия «Куряне» (Суджа, с 1919 года): «Крестьянин», «Крестьянка», «Девушка», «Молодуха», «За работой», «Суджанские бабы»,[нет в источнике] «Новобранец», «Нянюшки» и др[7][12].
- Серия «Беспризорники» (Суджа, с 1921 года): «Вожак», «Рядовой», «Самокрутка», «Сестры-сиротки», «У дерева», «Воспитанники детского дома» и др[7].
- Серия из поездки в село Большой Сундырь в Чувашии (1935—1936 годы, около 20 картин): «Колхозный пастух», «Подпасок», «Жнец», «На мельнице» и другие[10].
- Серия «Учителя, школьники, пионеры»[13].
- «Сидящий татарин», «Кочующие татары», «Сельская улица» «Натюрморт с вазой и фруктами» и др.[источник не указан 618 дней]

Около 50 полотен Нестерова было приобретено иностранными коллекционерами, из них 10 жанровых работ — на Весенней выставке петроградских художников. Многие его работы погибли во время Гражданской войны.
Первая персональная выставка работ Нестерова состоялась в начале 1974 года в выставочном зале на улице Вавилова в Москве. В 1977 году, к столетию со дня рождения, вторая персональная выставка прошла в центральном выставочном зале Союза художников Советской России.

## Семейная жизнь
Женился в 1904 году во время обучения на втором курсе Высшего художественного училища при Академии художеств.
- Сын Александр Фёдорович Нестеров[11].
- Дочь Тамара Фёдоровна Нестерова.[источник не указан 618 дней]
- Сын Владимир Фёдорович Нестеров.[источник не указан 618 дней]
- Сын Виктор Фёдорович Нестеров.[источник не указан 618 дней]

## Память
В Судже к 100-летию со дня рождения Фёдора Панфиловича Нестерова открыта мемориальная доска на доме, где он жил и трудился.